# Наян
Наян — принц Монгольської імперії. Був дядьком Хубілая, який підняв проти нього повстання у 1286 році.

## Походження
Походження Наяна є суперечливим, але точно відомо, що він походив з монгольської королівської династії і був нащадком одного із братів Чингісхана. Далі версії розходяться: він був або праправнуком Темеге, наймолодшого брата Чингісхана, або праправнуком його іншого брата Бельгутая. Проблема дослідження біографії Наяна полягає в тому, що існувало декілька історичних осіб на ім'я Наян і їхня ідентичність заплутана; історик Пелліот вважав, що християнський князь Наян не був нащадком Бельгутая. Марко Поло стверджує, що він був дядьком Хубілая — онука Чингісхана. Він описує Наяна, як молодого і багатого землями і областями принца, який міг виставити військо до 400 тисяч вершників. Правив він 4 великими провінціям Монгольської імперії, наприклад ч. Маньчжурії, де поживали Чжурчжені і частиною Північної Кореї. Розташоване у його володіннях місто мало назву Кванг-нін, в честь цього Наяна нерідко називали «Князь Кванг-ніну». Окрім того, Наян був впливовою людиною у східних улусах. Отже, він мав вагомі володіння і достатню владу аби почати повстання проти свого родича Хубілая.

## Повстання

### Причини повстання
Марко Поло основною причиною повстання називає великі амбіцію Наяна і бажання заволодіти ще більшими землями. Окрім того, Наян зображується як втілення традиційної монгольської реакції проти зростаючої синізації, показаної Хубілаєм і його адміністрацією. Наян дотримувався родових кочових цінностей монголів і був розчарований відчуженням Хубілая від цих ідеалів. Хубілай-хан намагався вести свою політику за зразком китайських принципів управління, консолідуючи владу в своїх руках. Напівнезалежні, місцеві князів почали відчувати себе під загрозою. Найан уклав змову з двома іншими нащадками братів Чингісхана: Шиктуром і Кадааном, які також мали улуси у Східній Монголії та Маньчжурії. Він також був у змові з племінником Хубілай-хана і його застарілим ворогом Кайду, який правив більшою частиною Середньої Азії.

### Перебіг повстання

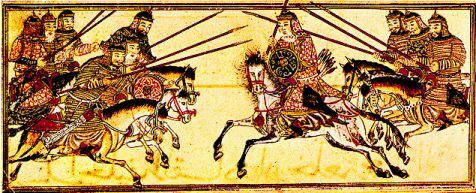
Монгольська важка кіннота

Наян почав відкрите повстання між 14 травня і 12 червня 1287 року, головна битва проти Хубілая відбулася близько 16 липня.
Хубілай був налаштований радикально і обіцяв стратити Кайду і Наяна. Він мав підозри і виправдані побоювання співпраці між Наяном і Кайду і послав свого провідного генерала Баяна з метою розслідування. Одне з сучасних джерел свідчить, що Наян запросив Баяна на бенкет, але попереджав про пастку, тому Баян втік. Якою б не була правда про цей інцидент, Баян був посланий з армією, щоб зайняти Каракорум, щоб перешкодити Кайду рухатися на схід і приєднуватися до Наяна.
В цей час Хубілай потаємно, так, що ніхто, окрім його ради не знав, підготувався до повстання за 10-12 днів, набрав 360 тисяч кінних та 100 тисяч піших воїнів та рушив на рівнину, де його чекав супротивник зі своїм військом. Наян в свою чергу зібрав рать з 400 тисяч кінних.
Хубілай швидко перейшов проти Наяна в Маньчжурію. Швидкість і масштаб відповіді Хубілая означали, що різним повстанцям були надані дуже обмежені можливості для координації своїх рухів і зосередження своїх сил, і вони залишили їх відкритими для поразки окремо. Імперський флот перемістив велику кількість запасів до гирла річки Ляохе для підтримки кампанії. Сам Наян контролював берегах тієї самої річки далі, вглиб країни. Хубілайнаправляв свої сили з паланкіна, закріпленого на чотирьох слонах.
Хубілай рухався швидкими темпами, і ретельно переглядав свою армію, сили Хубілая здивували Наяна в його. Табір Наян був захищений вагон-лагером, польовим укріпленням, зазвичай використовуваним степовими кочовиками. Армія хагана була організована у трьох відділах: спочатку монголи, другий — китайський, третій — гвардійський і кипчацький, останній об'єднаний під прямим командуванням Хубілая. Армія Наяна була менш дисциплінована, ніж армія Хубілая, і стверджується, що вона на мить впала в паніку перед початком битви, коли деякі з військ хагану випустили ранній вибуховий пристрій. Згідно зі свіченнями Марко Поло, як [християнство|християнин], Наян носив прапор з хрестом. Війська Хубілая оточили табір Наяна і почали нападати на нього, побачивши їх, військо Наяна злякалося і почало озброюватися. Звучало безліч інструментів, у татар така традиція: коли їх приведуть і примусять битися, доки не прозвучить наказ воєначальника, вони битву не починають і весь час грають на інструментах. Приготувалися обидві сторони і прозвучав накар великого хана; як забив він, тут уже не зволікаючи, один на одного побігли один на одного з мечами, луками, палицями, списами, а піші з самострілами та іншим озброєнням. Битва тривала, як пише Марко Поло: 
«З ранку до полудня»
.

### Результат
Для Наяна повстання було програшним, через перевагу ханського війська Хубілай отримав перемогу. Наяна взяли у полон, а його військо здалося хану.

## Смерть Наяна
Вбити Наяна наказав Хубілай, але він зважив на те, що не хоче аби проливалася кров царського роду, тому Наяна загорнули в килим і так сильно скрутили, що він помер без жодної пролитої краплі крові.